# Stazione di Oggiono
La stazione di Oggiono è una stazione ferroviaria posta sul tronco comune alle linee Como-Lecco e Monza-Molteno-Lecco. Serve l'omonimo comune.

## Storia
La stazione fu aperta al servizio pubblico nel 1888, assieme al resto della ferrovia Como-Lecco.
Il 17 aprile 2021 fu attivato l'Apparato centrale computerizzato.
Nell'agosto 2023, la stazione fu oggetto di lavori per la posa di nuove pensiline, il rifacimento dei marciapiedi per consentire l'accesso a livello ai treni e l'apertura di un sottopassaggio.

## Strutture ed impianti
Il fabbricato viaggiatori è un edificio a due piani in classico stile ferroviario.
La stazione conta due binari dedicati al servizio viaggiatori. È presente un piccolo magazzino merci, in stato di abbandono.

## Movimento

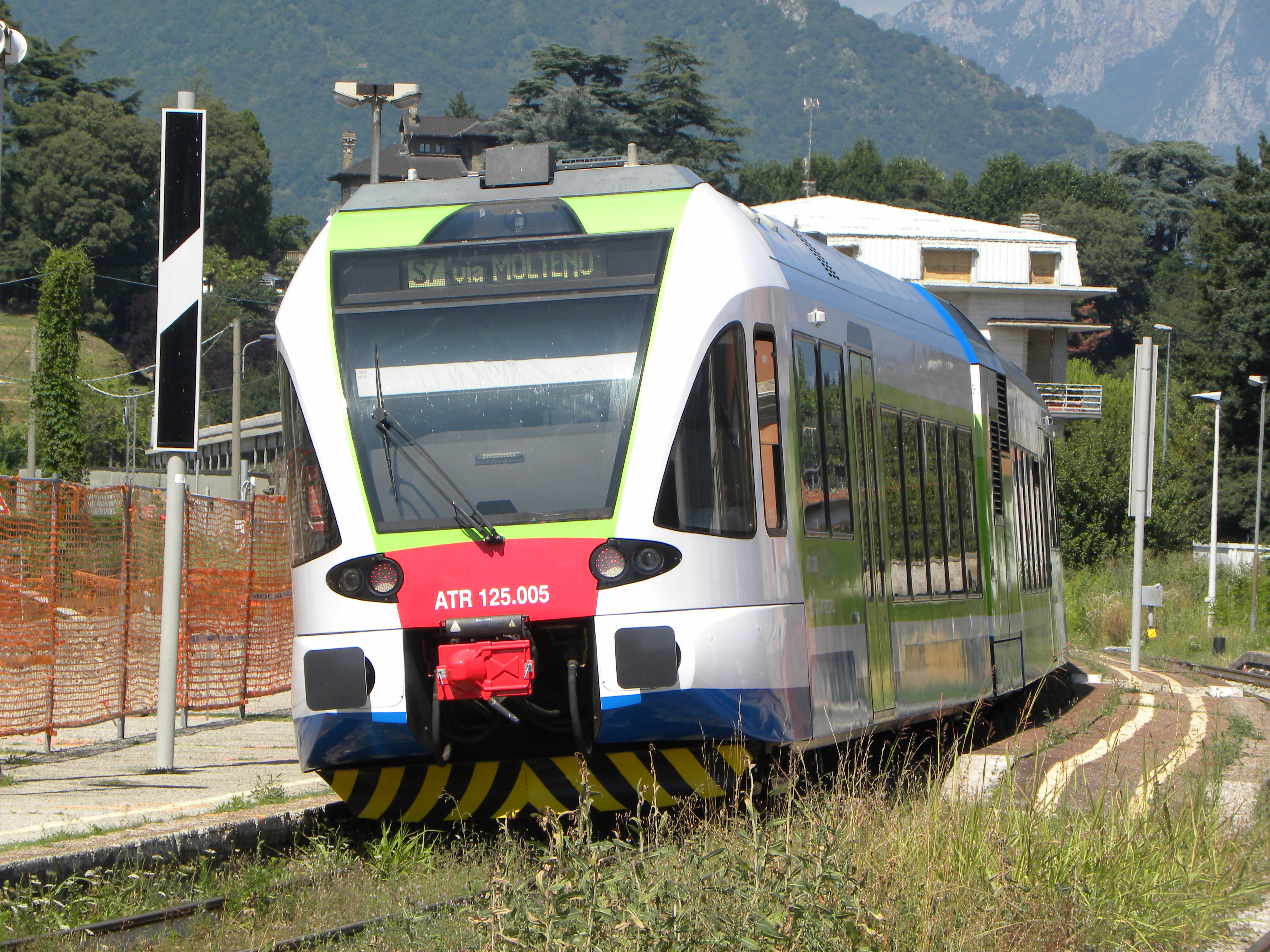
L'ATR 125.005 in sosta presso la stazione

La stazione è servita dai treni della linea S7 (Milano-Monza-Molteno-Lecco), con frequenza semioraria nelle ore di punta (in direzione Milano la mattina e verso Lecco la sera) ed oraria nel resto della giornata, e da alcuni dei treni regionali della linea Como-Lecco che non terminano a Molteno.

## Servizi
La stazione dispone di:
- Ascensore
- Sala d'attesa
- Servizi igienici
- Sottopasso

## Interscambi
- Fermata autobus